# Еуфемија
Еуфемија (умрла око 520.), позната и као Лупицина, је била византијска царица, супруга Јустина I (518-527).

## Биографија
Према Прокопијевој "Тајној историји", Лупицина је била робиња и љубавница свога власника. Међутим, у седам томова историје објављене током Прокопијевог живота, он хвали царску династију и Лупицину. Брак Јустина и Лупицине склопљен је током владавине цара Анастасија I (491-518). Јустинијан је тада био успешан византијски војсковођа. Након Анастасијеве смрти (518), Јустин је постао нови византијски цар. Лупицијана је тада постала царица (августа) са новим именом, Еуфемија. Име је добила по Ефимији Свехвалној, мученици из доба владавине римског цара Диоклецијана. Показало се да су царица и цар ватрени хришћани. Подржавали су халкедонско хришћанство. Анастасије је подржавао монофизите, те долазак Јустина на власт доноси и заокрет двора у верској политици. Хроника Едесе из 540. године приписује Јустинову црквену политику царици Еуфемији. Еуфемија Јустину није родила деце. Јустина је наследио усвојени син Јустинијан. Еуфемија је умрла 523. или 524. године. Сахрањена је у својој задужбини посвећеној Светој Ефимији. 